# Pietra di Ingá

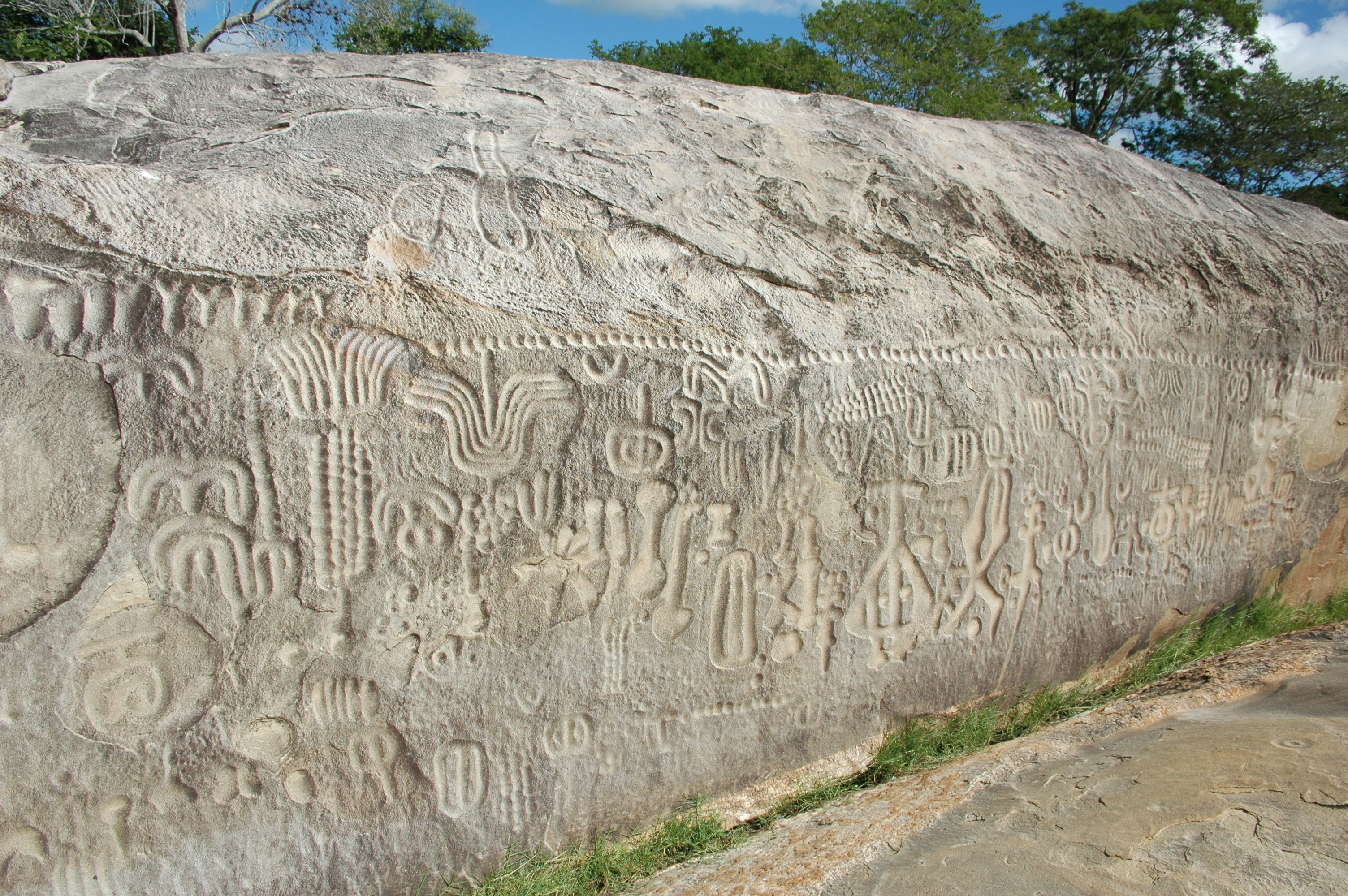
Vista laterale

La Pietra di Ingá (in portoghese Pedra do Ingá) è un grande monolite scolpito e decorato che si trova nel fiume Ingá vicino alla piccola città di Ingá, a 96 km da João Pessoa, nello stato di Paraíba, nel nord-est del Brasile.

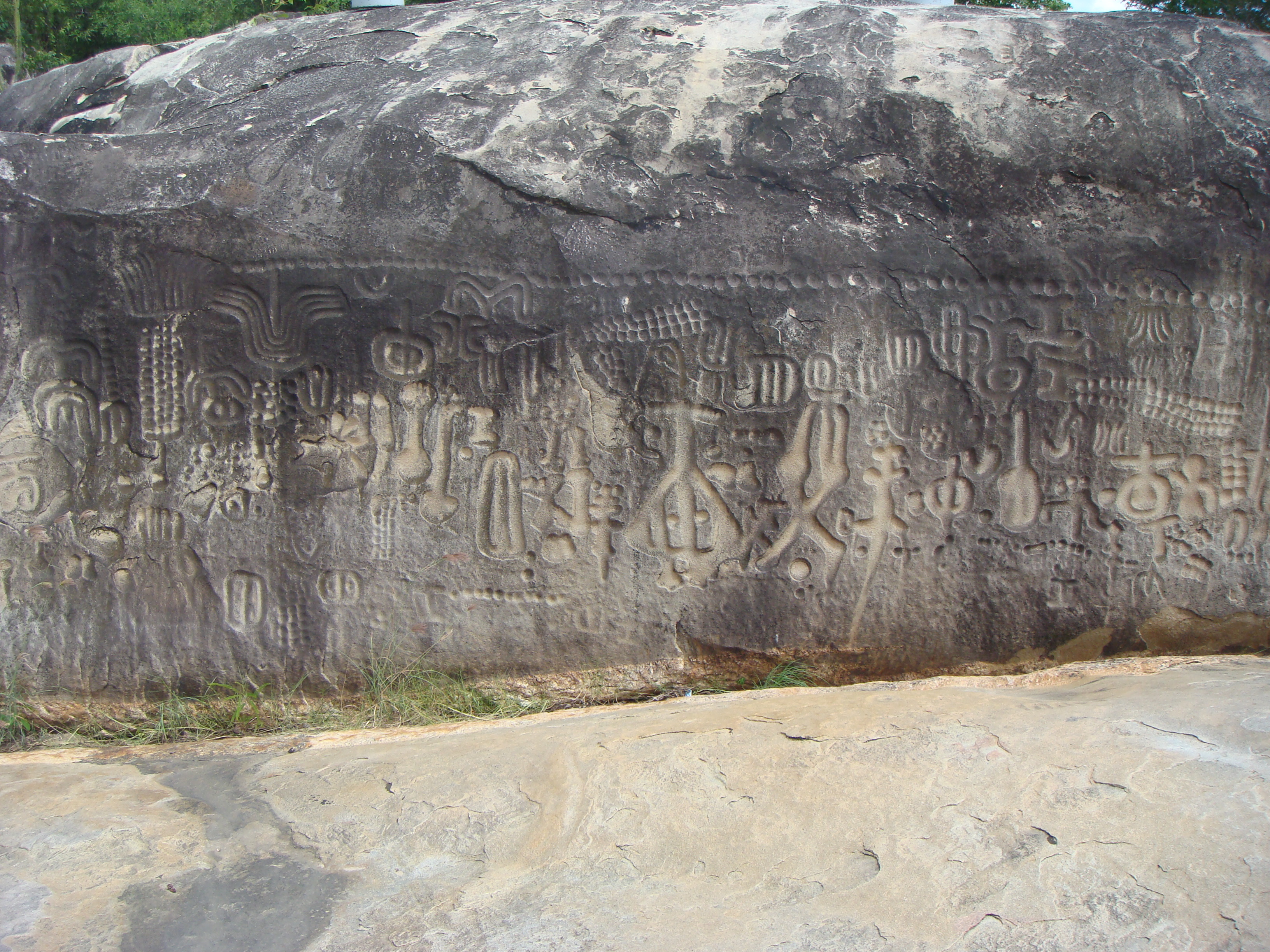
Particolare delle incisioni

La Pietra Ingá è anche chiamata Itacoatiara do Ingá. La parola Ita significa "pietra" nella lingua tupi degli indigeni che abitavano quella zona. Si tratta di una formazione rocciosa in gneiss che copre un'area di circa 250 m 2 che comprende un muro verticale lungo 46 metri per 3,8 metri di altezza.
Le pietre sono ricoperte di simboli e glifi (se ne contano circa 450) che fino ad oggi risultano indecifrabili. Gli studiosi ritengono che sia stato creato da indigeni che hanno vissuto nella zona fino al XVIII secolo. La maggior parte dei glifi rappresenta animali, frutti, esseri umani, costellazioni e altre immagini irriconoscibili.

## Ipotesi sulla realizzazione

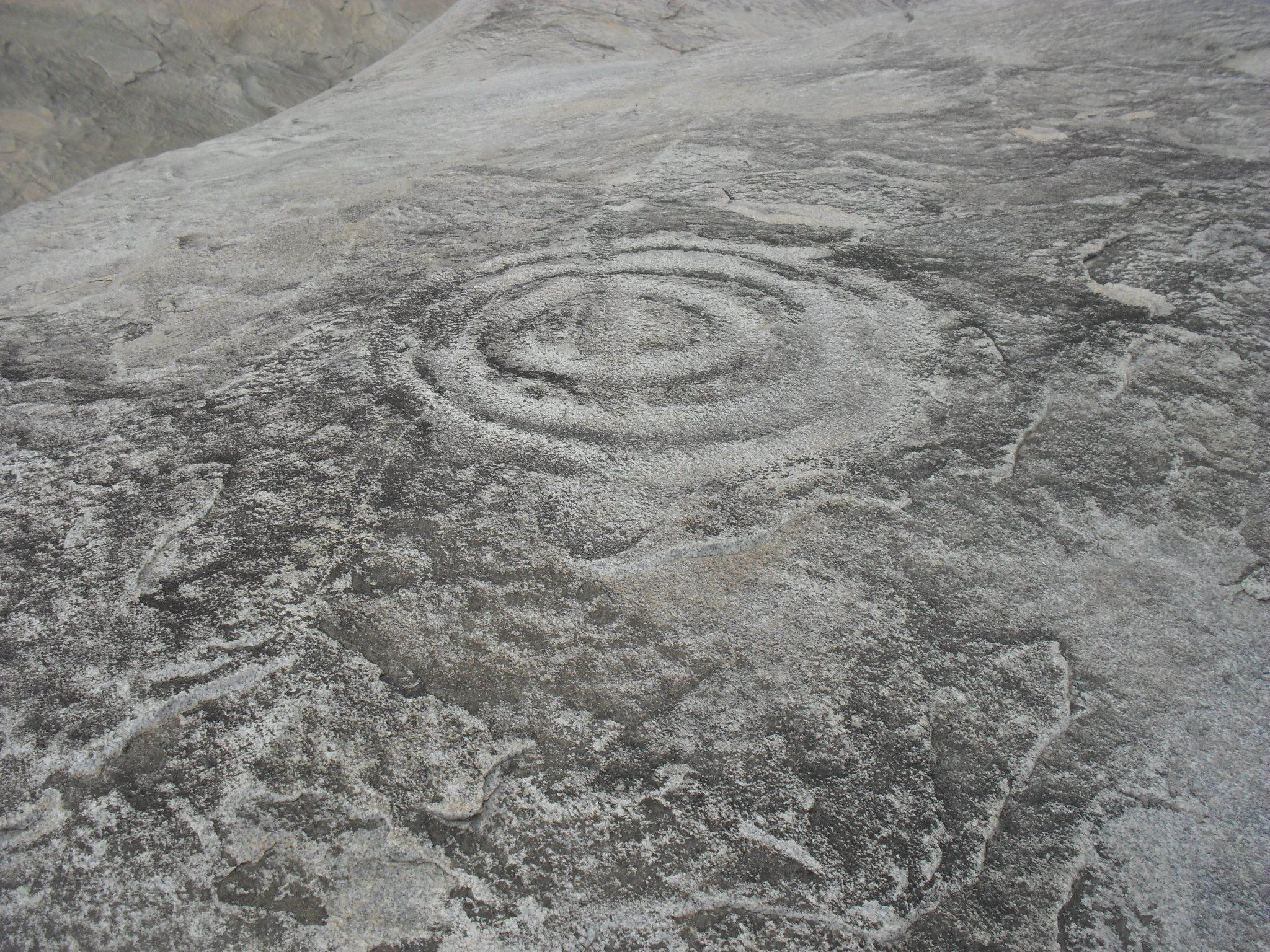
Particolare del pannello superiore con un motivo a spirale

La maggioranza degli studiosi ritiene che si tratti di antichi simboli sacri scolpiti da una cultura precolombiana, ancora non identificata, che ha abitato la regione in tempi remoti; altri hanno ipotizzato che i simboli rappresentino la loro scrittura. La maggior parte delle figure sembra astratta e gli studiosi vorrebbero tentare una traduzione ma il problema principale è che mancano paralleli su cui operare un confronto.
Fino ad oggi non è stato possibile stabilire in modo definitivo chi fossero gli autori dei segni e quali sarebbero state le motivazioni per la realizzazione del monumento. Gli archeologi, come Dennis Mota e Vanderley de Brito, ritengono che le iscrizioni siano state fatte nel corso di molte generazioni, da comunità seminomadi in passaggio attraverso la regione, utilizzando scalpelli di pietra.
L'intero terreno roccioso presenta iscrizioni dalle forme più diverse, realizzate con varie tecniche di incisione su pietra. Le diverse parti sono state chiamate "Pannelli" dai professori Thomas Bruno Oliveira e Vanderley de Brito, per praticità:
- Pannello Verticale - È il più conosciuto e studiato dell'insieme dell'area rocciosa, è lungo 46 metri per 3,8 m di altezza, 15 metri di lunghezza per 2,3 m di altezza, la sua superficie è ricoperta da iscrizioni. La maggior parte di esse si trova al di sotto di una linea orizzontale leggermente ondulata di 112 incisioni capsulari. Queste iscrizioni sono molto pulite, presentano scanalature larghe (fino a 5 cm), relativamente profonde (fino a 8 mm) e ben levigate.

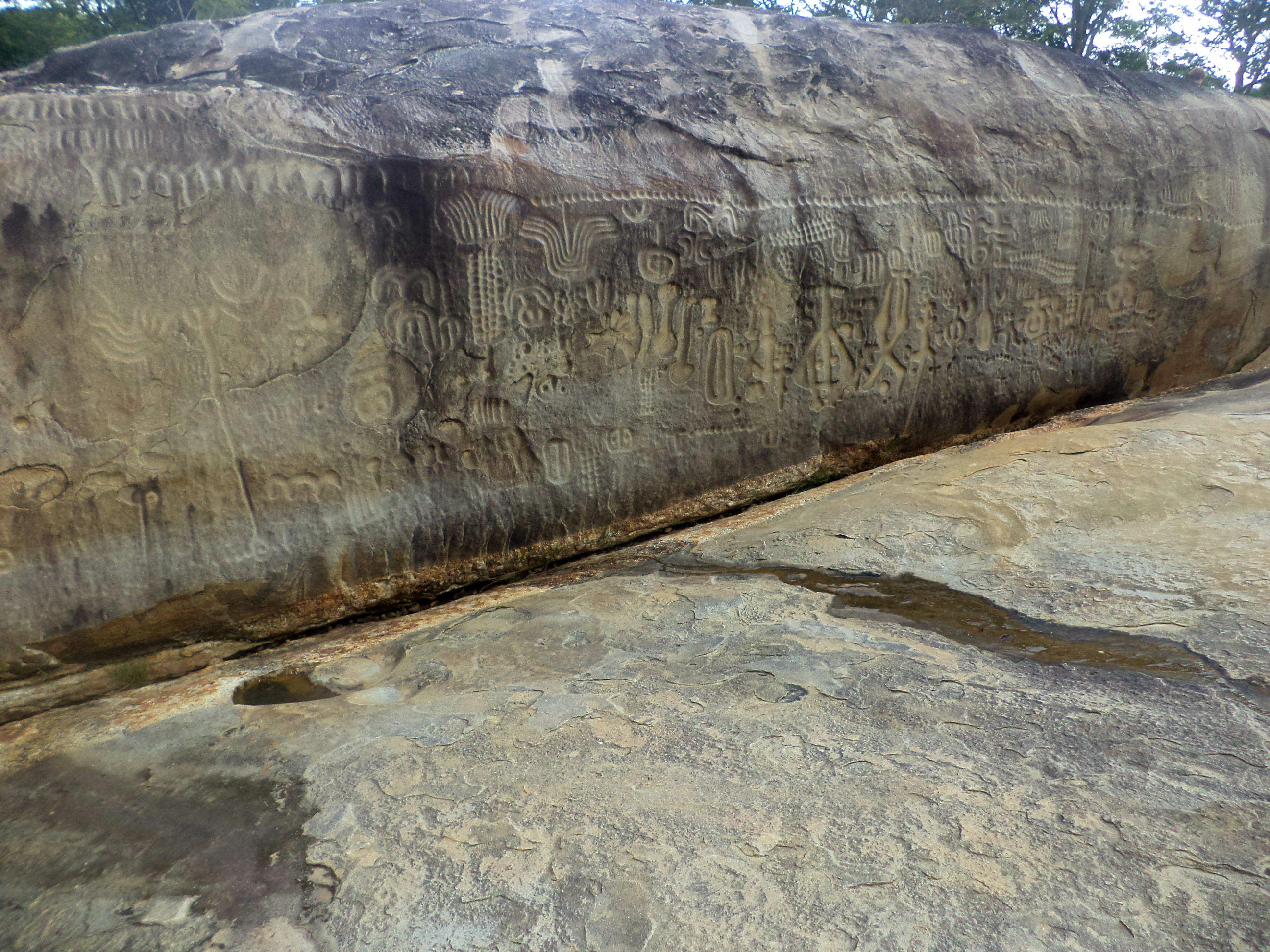
Particolare del Pannello Verticale e del Pannello Inferiore

- Particolare del Pannello Verticale e del Pannello InferiorePannello inferiore - Si trova sul pavimento della lastra di fronte al pannello verticale. Copre un'area di 2,5 m² con diverse iscrizioni arrotondate da cui emergono striature, simili a stelle . Gli studiosi ipotizzano che vi venga rappresentata la costellazione di Orione o delle Pleiadi, poiché sono le costellazioni che si possono vedere guardando il cielo notturno da quella posizione.
- Pannello Superiore - Situato sopra il Pannello Verticale, in cima alla roccia, alto 3,8 metri. È composto da segni sparsi di minore profondità e larghezza e realizzati anche con meno cura di quelli sottostanti. L'iscrizione che più attira l'attenzione su questo pannello è un grande cerchio a forma di spirale , attraversato da un'iscrizione a forma di freccia che punta ad ovest .
- Sono presenti anche le cosiddette Iscrizioni Marginali , che sono sparse in tutta l'area dell'insieme rupestre e hanno un aspetto più rustico rispetto alle altre iscrizioni, molti di loro sono appena stati raschiati via dalla superficie rocciosa. Il motivo per cui queste iscrizioni differiscono dalle altre, per la loro semplicità, è un altro dilemma per i ricercatori. Vanderley de Brito propone che potrebbero essere stati prodotti da culture precedenti a quella che ha realizzato le iscrizioni principali. Dennis Mota ipotizza invece che le iscrizioni marginali avrebbero potuto servire da "schizzo preparatorio" per le iscrizioni più elaborate sui pannelli.

### Ipotesi archeoastronomica
C'è un'ipotesi che attribuisce ai petroglifi di Ingá un'importanza dal punto di vista archeoastronomico. Nel 1976, l'ingegnere spagnolo Francisco Pavía Alemany iniziò uno studio matematico di questo monumento archeologico. I primi risultati sono stati pubblicati nel 1986 dall'Istituto di Arqueologia Brasileira (Pavía Alemany F. 1986). Egli Individuò in Inga una serie di "ciotole" e un altro petroglifo inciso sulla superficie verticale del muro di pietra che formava un "calendario solare", sul quale uno gnomone potrebbe proiettare l'ombra dei primi raggi solari di ogni giorno. L'Agrupación Astronómica de la Safor ha pubblicato nel 2005 una sintesi di questo lavoro nel suo bollettino ufficiale Huygens n. 53 (Pavía Alemany F. 2005).
Successivamente F. Pavia ha proseguito lo studio, concentrandosi questa volta su una serie di segni incisi sulla superficie rocciosa, che ha interpretato come un gran numero di "stelle" raggruppate a formare "costellazioni". Si ritiene che la coesistenza delle "ciotole" e delle "costellazioni" nella stessa roccia le conferisca un significato archeoastronomico.
Nel 2006, l'egittologo e archeoastronomo Jose Lull ha coordinato la pubblicazione di un libro intitolato Trabajos de Arqueoastronomía. Ejemplos de Africa, America, Europe y Oceania , un compendio di tredici articoli scritti da archeoastronomi. Tra questi ci sono "L'insieme archeoastronomico di Inga" dove è esposto lo studio sia delle coppe che delle costellazioni menzionate prima e le ragioni che giustificano Inga come un monumento archeoastronomico eccezionale.

### Ipotesi Pseudoscientifiche

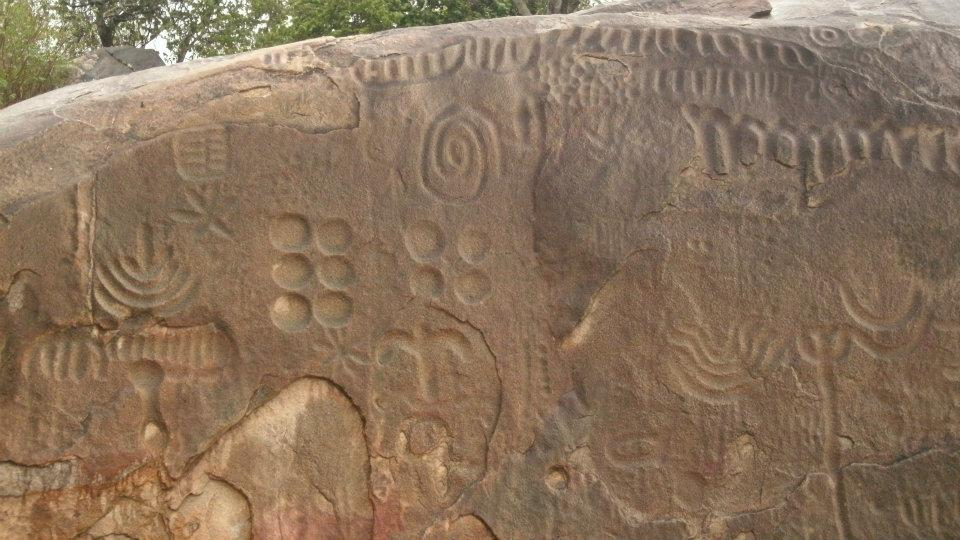
Iscrizioni rudimentali

Vista la mancanza di notizie certe sui costruttori della Pietra di Ingà, sono state formulate delle ipotesi riconducibili alla cosiddetta "archeologia misteriosa" che non trovano tuttavia alcun riscontro presso la maggioranza degli studiosi.
Il ricercatore italo-brasiliano Gabriele D’Annunzio Baraldi, studioso di lingue antiche che ha trascorso molti anni allo studio della Pietra di Ingá, sostiene che i glifi presenti sul monolite sono simili a quelli delle culture mesopotamiche primordiali. Sempre a suo parere, la lingua Tupi – Guarani, parlata da alcuni gruppi etnici sudamericani, sembra avere una lontana assonanza con la lingua ittita. Baraldi trova in questa comunanza una prova dell’esistenza di una grande civiltà globale esistita in tempi remoti, nota più comunemente con il nome di Atlantide. Se la tesi di Baraldi è corretta, la Pietra di Ingá rappresenta un messaggio che gli antichi superstiti di quella civiltà avrebbero lasciato ai posteri, come memoria del passato e come monito per il futuro. A sostegno dell’ipotesi di Baraldi vi sarebbe la somiglianza dei glifi della Pietra di Ingá con la scrittura utilizzata dagli antichi abitanti dell'Isola di Pasqua, il Rongorongo. Si tratta di una scrittura che è stata solo parzialmente decifrata e che non utilizza geroglifici. L’isola di Pasqua è l’unica nell’area del Sud Pacifico ad aver sviluppato nella propria storia una scrittura propria.
Molti sostengono che la Pedra do Ingá abbia origini fenicie. Il professore padre Inácio Rolim, vissuto nel XIX secolo, è stato uno dei primi promotori di questa tesi, facendo analogie tra i simboli scritti su Pedra do Ingá e i caratteri della scrittura fenicia. La ricercatrice Fernanda Palmeira, all'inizio del XX secolo , viaggiò attraverso diverse regioni dell'entroterra nord- orientale, studiando presunti resti fenici in questa regione. Oltre a diversi articoli, scrisse anche il libro "Storia antica del Brasile", in cui associava non solo le iscrizioni rupestri di Ingá ai Fenici, ma anche alla scrittura demotica egizia.
Esiste anche una corrente che sostiene che i simboli di Ingá siano opera di ingegneria extraterrestre. L'ufologo Cláudio Quintans ha suggerito che delle astronavi aliene sarebbero atterrate nella regione di Pedra do Ingá. L'ufologo ha persino raccolto campioni del suolo dove, secondo lui, sarebbe atterrato tale veicolo. Un altro ricercatore, Gilvan de Brito, nel libro Viagem ao Desconhecido , afferma che esistono, in Ingá, formule per la produzione di energia quantistica e persino combinazioni matematiche che potrebbero indicare la distanza tra la Terra e la Luna.